# Type Shit
Type Shit è un singolo del rapper statunitense Future, del produttore discografico statunitense Metro Boomin e dei rapper statunitensi Playboi Carti e Travis Scott, pubblicato il 22 marzo 2024 come primo estratto dall'album in studio collaborativo di Future e Metro Boomin We Don't Trust You.

## Antefatti
Il 14 marzo 2024 Future e Metro Boomin avevano postato uno snippet del brano su Instagram, senza tuttavia confermare le voci di una possibile collaborazione con Playboi Carti e Travis Scott. Quattro giorni dopo, Future e Metro Boomin si sono esibiti al Rolling Loud in California, ospitando Travis Scott sul palco e cantando il brano, confermando così le collaborazioni.

## Video musicale
Il video musicale, diretto da Gunner Stahl, è stato pubblicato in concomitanza con l'uscita del singolo sul canale YouTube di Future. Nel video, i quattro artisti si trovano in un parcheggio insieme a un gruppo di persone, prima di recarsi in un night club.

## Accoglienza
Angel Diaz di Billboard ha piazzato il brano al secondo posto nella classifica dei brani dell'album, lodando tutti e tre gli artisti ma soprattutto la strofa di Travis Scott, affermando che quest'ultimo abbia "invaso la scena, rendondola il suo blockbuster e risvegliando tutti e cinque i sensi, dando un cambiamento completo all'estetica del brano".
Al contrario di Diaz, Robin Murray di Clash ha criticato il brano, definendolo "imbarazzante" e ha affermato che fosse "più un canto su un beat che una canzone".
Scott Glasher di HipHopDX ha definito la collaborazione tra gli artisti come "il vero assemblamento degli Avengers del rap" e ha descritto il beat di Metro Boomin come una base "straziante con campane medievali intrise di 808s rimbombanti".

## Classifiche

### Classifiche settimanali
| Classifica (2024)   | Posizione massima |
| ------------------- | ----------------- |
| Arabia Saudita      | 10                |
| Australia           | 29                |
| Austria             | 23                |
| Canada              | 8                 |
| Emirati Arabi Uniti | 5                 |
| Francia             | 91                |
| Germania            | 33                |
| Grecia              | 4                 |
| Irlanda             | 26                |
| Islanda             | 11                |
| Lettonia            | 4                 |
| Lituania            | 17                |
| Lussemburgo         | 12                |
| Medio Oriente       | 6                 |
| Nordafrica          | 18                |
| Nuova Zelanda       | 23                |
| Paesi Bassi         | 54                |
| Polonia             | 28                |
| Portogallo          | 23                |
| Regno Unito         | 18                |
| Repubblica Ceca     | 31                |
| Slovacchia          | 14                |
| Stati Uniti         | 2                 |
| Sudafrica           | 6                 |
| Svezia              | 91                |
| Svizzera            | 11                |
| Ungheria            | 40                |

### Classifiche di fine anno
| Classifica (2024) | Posizione |
| ----------------- | --------- |
| Canada            | 62        |
| Islanda           | 56        |
| Stati Uniti       | 51        |